# Euploea paucinotata
Euploea paucinotata är en fjärilsart som beskrevs av Carpenter 1953. Euploea paucinotata ingår i släktet Euploea och familjen praktfjärilar. Inga underarter finns listade i Catalogue of Life.